# Йероним Стамов
Вижте пояснителната страница за други личности с името Стамов.
Свещеник д-р Йероним Стамов е български общественик и духовник, деец на Македонската католическа лига в България.

## Биография

### Младост
Йероним Стамов е роден на 5 ноември 1888 година в град Гевгели, тогава в Османската империя, днес в Северна Македония, с кръщелно име Михаил. Завършва основно образование и първи прогимназиален клас в родния си град, а през 1901 година постъпва в католическата семинария на лазаристите в Зейтинлъка, Солун. След завършването си, преподава в училището.
На 17 юни 1912 година е ръкоположен от епископ Епифаний Шанов за свещеник в католическата църква „Св. св. Петър и Павел“ и след това е назначен за архиерейски наместник в Енидже Вардар.
На 11 май 1914 година по време на тържествената служба в чест на Кирил и Методий в „Св. св. Петър и Павел“ е арестуван от гръцките власти заедно с другите двама свещеници - Траян (Трайко) Хр. Калинчанов и Атанас Бабаев, тримата учители от униатското училище и 22 миряни. След три дни част са освободени, а останалите 16 души, включително свещениците и учителите са затворени в Бер и са обвинени в извършване на молебен за цар Фердинанд, служене на църковнославянски, преподаване на български и поддържане на връзки с ВМОРО. След три месеца Йероним Стамов е експулсиран в Сърбия, Траян Калинчанов е заточен в Солун, а на Атанас Бабаев е позволено да се върне в Енидже Вардар.
В Сърбия властите поставят Стамов под домашен арест в родния му Гевгели. Подложен е на силен натиск да премине на сръбска служба, но не го прави и в началото на 1915 година е експулсиран в България. През март 1915 година придружава успенеца Павел Христов (Христофор Порталие), главен викарий на Одринския униатски епископ Михаил Петков, обикалят Струмишко и Петричко, за да подпомогнат бежанците униати в новите предели на страната. Заради тази си дейност са обвинявани от православни свещеници в разединение. През септември същата година прави постъпка да се включи в Единадесета македонска дивизия като униатски военен свещеник, но молбата му е отклонена. През лятото на 1916 година заминава за Германия, където 4 години следва философия в Мюнхен. През март 1921 година придобива научна степен доктор по филосифия с дисертация на тема „Моралните устои и техните предпоставки според Оле - Лапрюн“. През лютото на същата година заминава за Цариград, където за кратко преподава във френския католически колеж „Сен Беноа“.

### Обществена дейност
През 1922 година се завръща в София, където участва в конструирането на Македонската католическа лига, а през 1923 година замества на председателското ѝ място Кочо Хаджириндов. Заради отказа си да участва в една одринска униатска инициатива от края на 1923 година е обвинен от тракийци, че е превърнал Македонската католическа лига в „лично свое средство за реклама като католически фактор и македонско политическо величие“. През 1924 година Йероним Стамов участва в тричленна делегация като представител на Македония заедно с проф. Никола Киров за България и д-р Иван Панеков за Добруджа. Тримата участват в конгреса на Съюза на дружествата на Обществото на народите в Лион, Франция. Участва и в благотворителна дейност сред бежанците и поддържа близки отношения с Националния комитет на Съюза на македонските емигрантски организации в България. През 1926 година е упълномощен от лигата да представлява интересите на македонските българи пред политическите и обществените среди в Италия. Делегат е на конгреса на СМЕО през 1925 година и на конгреса на Съюза на католическите дружества в България през 1927-1928 година. През 1930 година по негово предложение Македонската католическа лига изпраща специално изложение за съдбата на македонските българи до Обществото на народите, а през 1931 година подпомага инициатива на католическата и православната общност в България за съвместна петиция до Обществото на народите, с искане за даване на права на българите в Гърция и Югославия и заедно с архимандрит Кирил Рилски, епископ Иларион Нишавски, свещеник Христо Буцев и протойерей Трифон Стоянов е част от Делегацията на македонското духовенство, посетила серия столици в Европа и отправила петиция до Обществото на народите в Женева. Йероним Стамов съдейства за успеха на мисията с контактите си с католическите фактори.
През 1933 година се установява в пловдивското село Куклен и предприема инициатива за формиране на католическа община, заради което влиза в остър конфликт с представителите на Българската православна църква, но не се отказва и скоро след това открива униатския храм „Св. св. Кирил и Методий“ в селото с 500 души енориаши.
След Деветнадесетомайския преврат е интерниран временно в Асеновград, а по-късно лично по нареждане на Кимон Георгиев е въдворен в София. След освобождението на част от Македония по време на Втората световна война Йероним Стамов пътува из Македония, посещава Солун и прави неуспешен опит да възстанови част от българските униатски общности там. След Деветосептемврийския преврат от 1944 година възстановява Македонската католическа лига на 21 януари 1945 година и отново е неин председател, но дейността и продължава до началото на 1947 година, когато е заличена от властта на Отечествения фронт. Йероним Стамов умира на 15 януари 1949 година в католическата болница в Пловдив.